# Río Guadalmansa
Río Guadalmansa este o arie protejată (arie specială de conservare — SAC, sit de importanță comunitară — SCI) din Spania întinsă pe o suprafață de 53,06 ha, integral pe uscat.

## Localizare
Centrul sitului Río Guadalmansa este situat la coordonatele 36°29′54″N 5°04′45″W / 36.4983°N 5.0793°V.

## Înființare
Situl Río Guadalmansa a fost declarat sit de importanță comunitară în decembrie 2000 pentru a proteja 1 specie de plante și 14 specii de animale. Situl a fost protejat și ca arie specială de conservare în ianuarie 2015.

## Biodiversitate
Situată în ecoregiunea mediteraneană, aria protejată conține 9 habitate naturale: Păduri de Olea și Ceratonia, Dehesas cu Quercus spp. perene, Galerii de Salix alba și de Populus alba, Pajiști umede mediteraneene cu ierburi înalte de Molinio-Holoschoenion, Păduri de pin mediteraneene cu pini mezogeni endemici, Lagune de coastă, Galerii și tufărișuri riverane sudice (Nerio-Tamaricetea și Securinegion tinctoriae), Tufărișuri termo-mediteraneene și de pre-deșert, Pseudostepă cu ierburi și specii anuale de Thero-Brachypodietea.
La baza desemnării sitului se află mai multe specii protejate:
- plante (1): Galium viridiflorum
- păsări (5): pescăruș albastru (Alcedo atthis), stârc galben (Ardeola ralloides), prundăraș de sărătură (Charadrius alexandrinus), egretă mică (Egretta garzetta), stârc pitic (Ixobrychus minutus)
- amfibieni (1): Discoglossus galganoi
- mamifere (4): vidră de râu (Lutra lutra), liliacul mediteranean cu potcoavă (Rhinolophus euryale), liliacul mare cu potcoavă (Rhinolophus ferrumequinum), liliacul mic cu potcoavă (Rhinolophus hipposideros)
- nevertebrate (2): Gomphus graslinii, Oxygastra curtisii
- pești (1): Pseudochondrostoma willkommii
- reptile (1): Mauremys leprosa

Pe lângă speciile protejate, pe teritoriul sitului au mai fost identificate 1 specie de amfibieni.